# Bernard Burns
Bernard Burns (* 14. April 1940 in Wakefield) ist ein ehemaliger britischer Radrennfahrer.

## Sportliche Laufbahn
Burns war im Straßenradsport aktiv. Als Amateur startete er für den Verein Wakefield CC. Er gewann in seiner Heimat eine Reihe von Kriterien, Eintagesrennen und Etappen kürzerer Rundfahrten. Darunter waren die Siege im Paddington Manor Grand Prix 1961, bei Nottingham–Skegness 1962, der Tour of East Anglia 1964, der Tour of the South West 1965. In der Internationalen Friedensfahrt 1962 war Burns ausgeschieden. 1963 kam er im Lincoln Grand Prix auf den 2. Platz hinter Albert Hitchen. Burns ging 1962 mit Barry Hoban nach Frankreich. Dort fuhren sie für das Radsportteam Bertin-Porter 39-Milremo. 1963 kehrte er nach Großbritannien zurück und fuhr für das Team Viking. 
Von 1962 bis 1968 war er Unabhängiger und Berufsfahrer. 1966 wurde er Zweiter der nationalen Meisterschaft im Straßenrennen der Profis hinter Richard Goodman.

## Berufliches
Burns war für einige Jahre Nationaltrainer der britischen Amateure.